# Vicenç Joan Rosselló
Vicenç Joan i Rosselló (Valldemossa, 1811 – Palma, 1882) fou un destacat industrial mallorquí del S.XIX, conegut pel malnom de "En Ribes".
Neix a Valldemossa el 21 de gener de 1811. D'origen humil, abandonà el seu poble natal per traslladar-se a Palma on coneixerà oficis menestrals diversos. Treballà, entre d'altres, amb blanquers de la Calatrava i tengué relacions amb tintorers i teixidors. Les relacions que va mantenir amb adobadors de pell i tintadors de fil i teixits li permeteren aprofundir en l'aplicació de la química a la indústria moderna.
Més tard fou empleat al taller d'Industrial Ribas. En aquell moment comptaven amb un obrador tèxtil al carrer Ferreria i una tintoreria al carrer dels Oms de Palma. Gabriel Ribas n'era el propietari, i passà a ser el sogre de Vicenç Joan quan aquest es casà amb la seva filla Caterina Ribas Ripoll. Heretà i amplià el negoci convertint-lo en una gran empresa de teixits. Començà, ampliant l'obrador tèxtil del carrer de la Ferreria. Adquirí els immobles veïns per ampliar les instal·lacions fabrils i augmentar la capacitat de producció.
Instal·là nous telers a Esporles, Establiments, la Vileta i Son Sardina. Creà la Fàbrica de flassades Can Ribas a La Soletat.
Durant l'epidèmia de còlera que patí Palma l'any 1865 mantengué les fàbriques obertes i no abandonà la ciutat, i invertí diners en la perforació de pous artesians amb l'objectiu de dotar la capital de subministrament d'aigua corrent.
A final de la dècada de 1870 s'havia convertit en el fabricant tèxtil més significat de Mallorca. Propietari de set fàbriques –tres de les quals estaven mecanitzades-, ocupava més de vuit-cents treballadors i produïa anualment prop de quaranta mil mantes de llana i més de dos-cents mil metres de teixits de cotó, amb una facturació mitjana anual pròxima als cinc milions de reals de billó.
Morí el 16 de maig de 1882. Aleshores, els seus fills grans es feren càrrec del negoci, sota la raó social Herederos de Vicente Juan, que perdurà fins a l'any 1964 com a empresa fabricant de teixits i mantes de llana.
El 31 de desembre de 1905 el plenari municipal de l'Ajuntament de Palma el proclamà fill il·lustre.
Des del 18 de desembre de 1970 un carrer de la barriada de Son Dameto duu el seu nom.